# MTV Stuttgart (volleybal)
Allianz MTV Stuttgart is een Duitse volleybalclub uit Stuttgart in Baden-Württemberg, onderdeel van de grote sportvereniging MTV Stuttgart. 
Het in 2007 opgerichte team heeft een eerste damesploeg die actief is in de Deutsche Volleyball-Bundesliga. Het team was Deutscher Meister, landskampioen, in 2019, vicekampioen in 2015, 2016, 2017 en 2018 en won de beker, de DVV-Pokal in 2011, 2015 en 2017.
In het seizoen 2019/20 behoren zowel de Nederlandse Juliët Lohuis als de Belgische Celine Van Gestel tot de kern.